# 중독

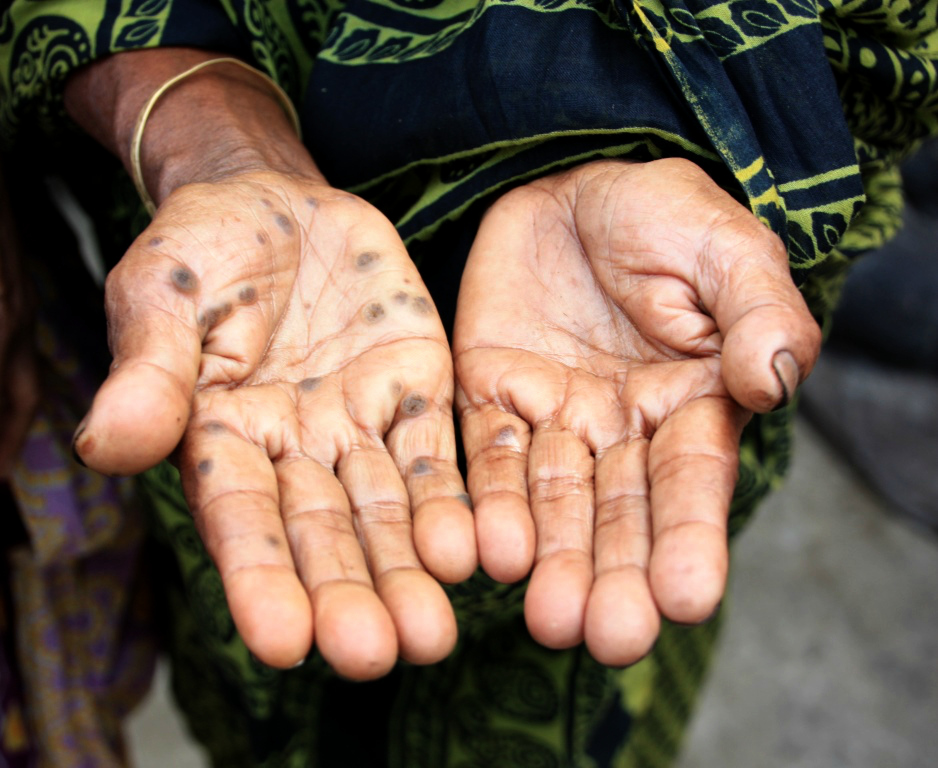
비소 노출 후 비소 중독의 가시적 증상.

중독(poisoning)은 독에 의한 이상 증상을 일컬으며 유독한 물질이 체내에 유입될 때 발생하는 해로운 영향이다. "중독"이라는 용어는 독에서 파생된 것으로, 섭취 시 살아있는 유기체에 해를 입히거나 죽일 수 있는 모든 화학 물질을 설명하는 용어이다. 중독은 독소를 삼키거나, 흡입하거나, 주사하거나, 피부를 통해 흡수함으로써 발생할 수 있다. 독물학은 중독과 관련된 징후 및 증상, 메커니즘, 진단 및 치료를 실천하고 연구하는 학문이다.

## 노출 수준
살아있는 유기체가 독에 노출되면, 성공적인 접촉 후 나타나는 징후 및 증상은 노출 정도와 밀접한 관련을 맺으며 발전한다.

### 급성 노출
급성 독성/중독은 살아있는 유기체가 짧은 기간 동안 한 번 이상 독에 해롭게 노출되어, 투여 후 14일 이내에 증상이 나타나는 것을 말한다.

### 만성 노출
만성 독성/중독은 살아있는 유기체가 장기간에 걸쳐 여러 번 독소에 노출되는 것을 말하며, 증상은 점진적으로 나타나거나 장기간의 잠복기 후에 나타난다. 만성 중독은 수은, 가돌리늄, 납과 같이 생체 축적되거나 생물농축되는 독에 노출된 후에 가장 흔히 발생한다.

## 중독의 방식

### 우발적 중독

2017년 비고의적 중독으로 인한 사망률.

2020년, 미국의 독극물 관리 센터의 NPDS(국가 독극물 데이터 시스템) 보고서에 따르면 기록된 독소 노출의 76.9%가 우발적이었으며, 나머지는 의도적이거나 예상치 못한 경우였다. 이러한 우발적인 사건의 대부분은 잘못된 약을 복용하거나 실수로 복용량을 두 배로 늘리는 바람에 발생했다.

### 산업 및 전쟁

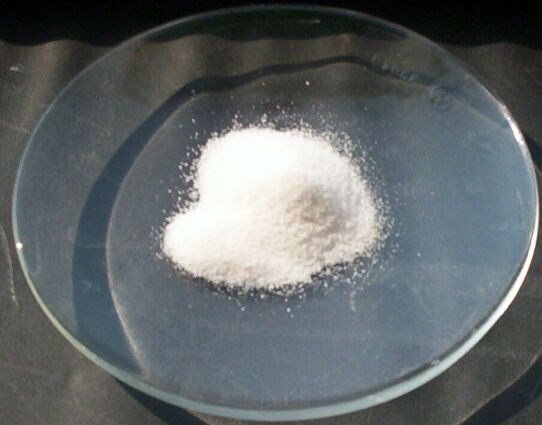
삼산화 이비소는 설탕과 매우 흡사한 흰색 결정성 분말이다. 1858년 브래드포드 사탕 중독 사건은 이것이 설탕 대체물("데프")로 오인되어 발생했다.

신경가스는 살아있는 유기체에 해를 입히도록 특별히 고안된 산업 또는 전쟁에서 사용되는 합성 물질이다. 이것은 사람을 몇 초 만에 마비시키거나 장기 기능을 멈춰서 빠르게 죽음에 이르게 할 수 있다. 그것들은 생물학적으로 파생된 신경독으로 간주되는데, 신경독은 신경계에 특이적으로 작용하는 독성 물질의 한 종류이다. 흡입 또는 섭취된 사이안화물 (또는 치클론 B)은 가스실에서 처형 방법으로 사용되었다. 이 중독 방법은 미토콘드리아에서 ATP를 생산하는 효소를 억제하여 몸의 에너지를 즉시 고갈시켰다. 미국 일부 지역에서 수감자들을 처형하는 데 사용되는 것과 같이, 비정상적으로 고농도의 염화 칼륨을 정맥 주사하면 근수축에 필요한 세포 전위를 제거하여 심장을 빠르게 멈춘다.

### 농약 노출
농약을 포함한 대부분의 살생물제는 표적 유기체에 독으로 작용하도록 만들어진다. 그러나 살생물제를 살포하는 사람과 다른 유익한 유기체를 포함한 비표적 유기체에서도 급성 또는 덜 관찰되는 만성 중독(2차 중독)이 발생할 수 있다. 예를 들어, 제초제 2,4-D는 식물 호르몬의 작용을 모방하여 식물에 특이적인 치명적인 독성을 나타낸다. 실제로 2,4-D는 독이 아니라 유해 물질로 분류된다.

### 독성화
독으로 간주되는 많은 물질은 독성화를 통해 간접적으로만 독성을 띤다. 예를 들어, "목재 알코올" 또는 메탄올은 그 자체로는 독성이 없지만 간에 도달하면 독성 있는 폼알데하이드와 폼산으로 화학적으로 전환된다. 많은 의약품 분자는 간에서 독성을 띠며, 특정 간 효소의 유전적 변이는 많은 화합물의 독성을 사람마다 다르게 만든다.

## 예방 조치

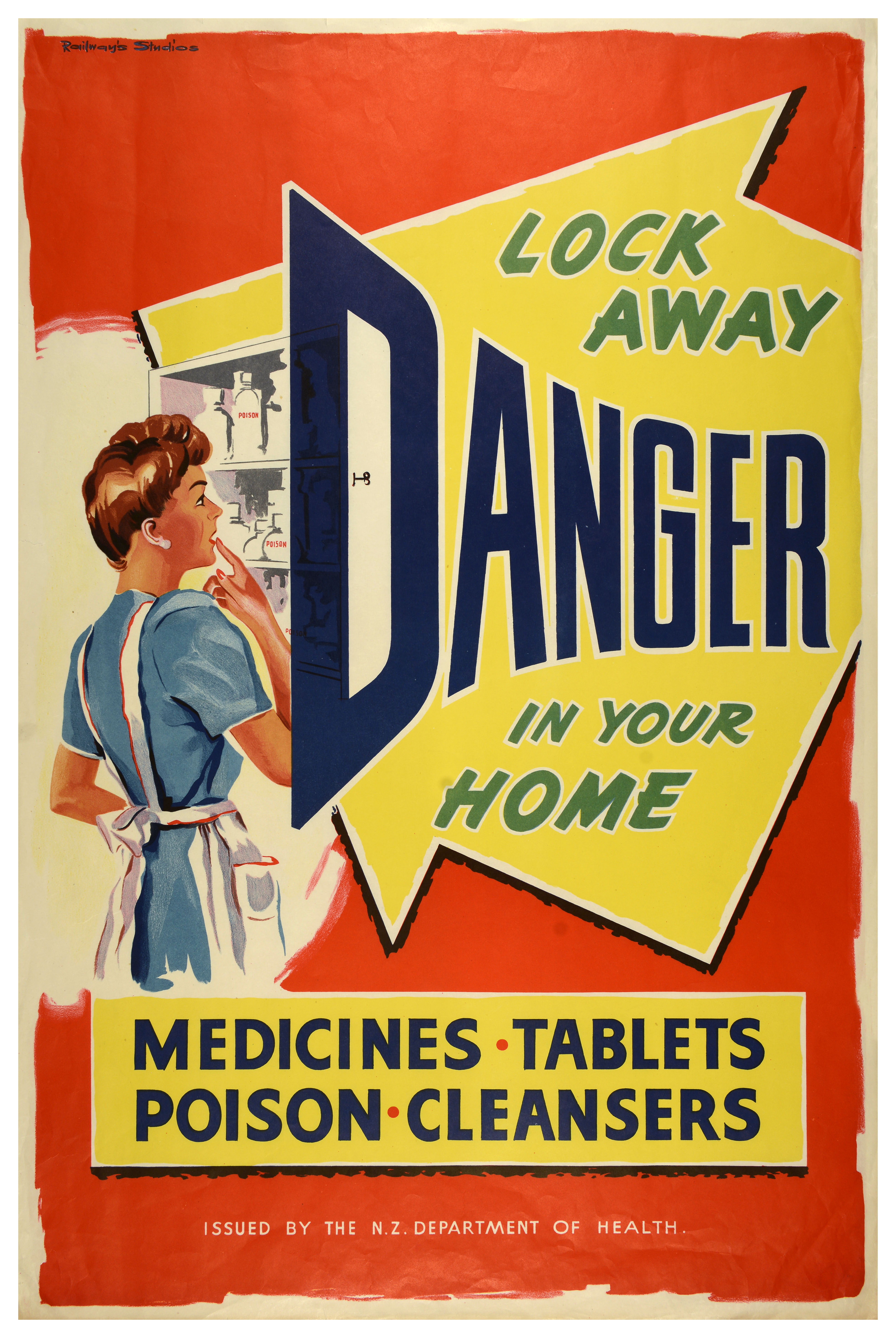
뉴질랜드의 중독 예방 포스터

GHS에 따라 전 세계의 다양한 안전 지향적 정부 기관은 독성 물질을 라벨링할 때 그림문자 사용을 의무화했다. 물질을 독성으로 분류하는 위험물 표식은 사람의 두개골이 두 개의 뼈가 교차하는 모습 뒤에 있는 이미지를 묘사한다.
사용자에게 주의를 기울이거나 물질의 잠재적으로 위험한 특징을 인지하도록 조언하는 GHS 예방 조치 선언문은 합법적인 독성 물질의 라벨링에 추가된다. 독성 물질은 또한 제품을 다루는 방법, 제품과 혼합해서는 안 되는 화합물, 그리고 제품과 접촉하여 중독 위험에 처한 피해자를 치료하는 방법에 대한 지침도 함께 제공될 수 있다.
다양한 독극물 관리 센터도 중독 사건의 진단, 관리 및 예방을 돕기 위해 이용 가능하다. 많은 센터는 전화 통화나 공식 웹사이트를 통해 접근할 수 있다.

## 치료
누군가 독극물에 노출되거나 섭취한 것으로 의심되는 경우, 주로 인근 독극물 관리 센터에서 의료 도움을 받는 것이 강력히 권장된다. 의료진에게 중독 정보, 환자의 나이, 체중, 복용 중인 다른 약물, 그리고 증상을 제공하는 것이 권장된다. 섭취된 물질, 양, 노출된 지 얼마나 되었는지 파악하려고 노력해야 한다. 가능하면 약병, 약물 포장 또는 기타 의심되는 용기를 준비해 두는 것이 좋다.
치료는 환자가 노출된 물질에 따라 달라진다. 중독 유형에 따라 일부 응급 처치 조치가 도움이 될 수 있다. 치료에는 활성탄, 구토 유도 및 독극물 희석 또는 중화가 포함된다.

## 같이 보기
- 독성도